# Dr. Gregory House
Dr. Gregory (Greg) House is een personage uit de serie House M.D. gespeeld door Hugh Laurie. House is een briljante dokter gespecialiseerd in besmettelijke infectieziekten en nefrologie. Hij is het hoofd van de afdeling 'Diagnostic Medicine' in het Princeton Plainsboro Teaching Hospital, waar hij een team van drie slimme dokters onder zich heeft.
House kan totaal niet omgaan met patiënten en probeert ze ook als het maar even kan te ontwijken. Wanneer Dr. Eric Foreman opmerkt dat ze dokters zijn geworden om patiënten te helpen, brengt House ertegen in dat ze dokters zijn geworden om ziekten te behandelen. Het behandelen van patiënten is volgens hem wat de meeste dokters ongelukkig maakt.
House wordt vaak beschreven als een 'mensenhater'. Alles wat hem te binnen schiet zegt hij onmiddellijk. Hij is ongelooflijk bot en sarcastisch en het maakt hem niets uit wat andere mensen van hem denken. Uitspraken als "Everybody lies" (Iedereen liegt) en "Humanity is overrated" (De mensheid wordt overschat) maken duidelijk hoe hij over mensen denkt. Elke patiënt liegt over iets en daardoor komt het team vaak pas op het laatste moment tot de juiste diagnose.
House wil ook alleen maar zaken die hem interesseren, waardoor hij vaak maar één patiënt per week heeft.
Hij wordt door Dr. Lisa Cuddy (hoofd van het ziekenhuis) gedwongen om 'clinic duty' te doen, het helpen van mensen in de gratis polikliniek. Hij doet vaak van alles om hier onderuit te komen, door bijvoorbeeld in een onderzoekskamer op zijn Game Boy te spelen of televisie te kijken, zodat het aan de buitenkant net lijkt alsof hij een patiënt aan het onderzoeken is. Ook sluit hij vaak weddenschappen af met zijn team, die hij altijd wint en laat hen vaak zijn 'clinic duty' doen.
House heeft chronische pijn in zijn dij, hierdoor loopt hij met een wandelstok. Om de pijn wat te verlichten slikt hij Vicodin. In de aflevering 'Detox' zien we dat hij verslaafd is aan deze pillen. Hij zegt echter dat hij er niets aan wil doen omdat de pillen hem niet 'high' maken, maar neutraal. Hij erkent dus dat hij verslaafd is, maar ontkent dat hij een probleem heeft.

## Biografie
Gregory House is geboren op 11 juni 1959. Dit is bekend, doordat het op zijn ziekenhuisbandje stond in de laatste aflevering van het tweede seizoen "No Reason". Dit is ook de geboortedatum van Hugh Laurie, de acteur die House speelt.
De kijkers krijgen zijn ouders, John en Blythe House, te zien in de aflevering "Daddy's Boy". Zij komen erachter dat John bij het United States Marine Corps zat, en dat House hierdoor veel is verhuisd naar verschillende landen. Zo heeft hij waarschijnlijk ook veel van de talen die hij kent vloeiend leren spreken. Kijkers van de serie hebben hem tot nu toe al Spaans, Portugees, Mandarijn en Hindi horen praten. In het tweede en derde seizoen leert men ook dat House in Egypte (aflevering "Clueless") en Japan (aflevering "Son of a Coma Guy") heeft gewoond.
House houdt van zijn moeder, maar heeft een hekel aan zijn vader. Hij heeft ook gezegd nooit tegen zijn moeder te kunnen liegen, aangezien zij een menselijke leugendetector is. Zijn vader is altijd rechttoe rechtaan en eerlijk, wat House niet kan uitstaan. In het derde seizoen leren de kijkers meer over de vraag waarom House zijn vader haat. Hij is geestelijk mishandeld door zijn vader, waarbij House soms in de kou moest slapen in de tuin, of in een bad vol met ijs moest zitten. Dit bekent hij in seizoen 3, aflevering 12 tegenover een verkracht meisje. Dit bleek later weer niet waar te zijn, hij gebruikte dit verzonnen verhaal om het meisje te laten praten over haar verkrachting. Wel blijkt later dat zijn vader niet zijn biologische vader is, wat hij al vermoedde op 12-jarige leeftijd. Zijn vader komt te overlijden en dan blijkt uit een bloedtest dat het inderdaad niet zijn biologische vader is. House heeft wel een vermoeden wie het wel is: een oude vriend van de familie. Zijn grootmoeder is mogelijk Nederlands, aangezien hij haar 'Oma' noemt.
Nadat House zijn diploma had gehaald op de Johns Hopkins-Universiteit, studeerde hij verder Medicijnen op Johns Hopkins, totdat een klasgenoot, Philip Webber, House van school laat sturen omdat hij bij hem had afgekeken. House noemt hem dan ook "Von Liebermann" omdat dat veel slechter klinkt. House is hier natuurlijk helemaal niet blij mee, vooral omdat Webber het antwoord ook nog fout had (aflevering "Distractions"). Nadat hij van Hopkins was gestuurd, ging hij naar de Universiteit van Michigan waar hij zijn medische licentie haalde. Dr. Lisa Cuddy zat op dat moment op diezelfde universiteit, waar hij, volgens haar, toen al een legende was (aflevering "Humpty Dumpty"). Ook leren de kijkers in "Humpty Dumpty" dat House al door vier ziekenhuizen is ontslagen, voordat Cuddy hem aannam op PPTH.
Zo'n tien jaar voordat de serie begon, had House een relatie met Stacy, een advocaat. Vijf jaar later kreeg House een infarct in zijn rechterbeen, waardoor hij uiteindelijk een dode spier in zijn been kreeg. De keuze voor House was om zijn been te laten amputeren of een andere medische procedure waarbij hij zijn been kon houden, maar waar het waarschijnlijk was dat zijn organen het zouden begeven, waardoor hij uiteindelijk dood kon gaan. House koos voor de laatste optie, omdat hij dacht dat hij wel even wat pijn kon verdragen, om daarna het gebruik van zijn been weer terug te krijgen. House werd in een coma gebracht, omdat de pijn langer duurde dan verwacht. Stacy wilde House echter niet verliezen en de kans dat hij dood zou gaan, was groter dan de kans dat hij zou overleven. Ze koos voor de middenoptie; alleen de dode spier weghalen. Het resultaat was dat House een deel van zijn been niet meer kon gebruiken en dat hij voor de rest van zijn leven, chronische pijn te verduren krijgt. House kon Stacy later niet vergeven dat ze zijn beslissing niet had gerespecteerd en Stacy verliet hem (Aflevering "Three Stories").

## Persoonlijkheid
House is alles wat je niet zou verwachten van een dokter. Als je een aardige, meelevende man zoekt, die vaak bij patiënten komt kijken, ben je bij House aan het verkeerde adres. Zijn patiënten bezoekt hij zelden, alleen als hij er bijvoorbeeld weer voor moet zorgen dat ze hun leugens vertellen, maar verder schrijft hij alle symptomen van de patiënt op zijn whiteboard en probeert op afstand de diagnose vast te stellen. Hij laat nooit een kans voorbijgaan om bijtende opmerking te geven en om de draak te steken met iedereen die hij tegenkomt. Hij ziet de meeste patiënten als 'sukkels', vooral de mensen die naar de poli komen en gaat ervan uit dat iedereen liegt. Niet alleen is hij uitermate goed in het stellen van medische diagnoses, ook ziet hij zo hoe een mens in elkaar zit en kan hij makkelijk inspelen op hun zwakheden. House is ook ongewoon nieuwsgierig naar van alles in het leven van mensen, vooral van diegenen die hij kent. Als er echter een opmerking wordt gemaakt over hoe hij het zou vinden als mensen zich met zijn leven zouden bemoeien, zegt hij dat hij dat zou haten. Maar "daarom heb ik ook geen privéleven" is zijn antwoord. In de aflevering Half-Wit in seizoen 3, zien we dat House er inderdaad niet tegen kan als mensen zich met zijn leven gaan bemoeien.
House houdt van het ontcijferen van raadsels. Dit is handig voor zijn medische puzzels, maar dus ook voor het doorzien van de motieven van mensen, die hij dan weer tegen ze gebruikt waar hij erg van geniet. Deze kwaliteiten komen hem dan ook vaak goed van pas, zoals ook bij een spelletje poker in de aflevering All in. Zo heeft hij van afstand, over de telefoon, het hele spel gestuurd, zodat Dr. Lisa Cuddy langer aan de pokertafel zou blijven zitten, zodat House geen last van haar had tijdens zijn nieuwste zaak.
Het enige waar House om geeft is het oplossen van deze medische puzzels, soms met behulp van wat onconventionele methoden. Zo behandelt hij vaak voordat de diagnose is vastgesteld en laat hij zijn team inbreken in het huis van de patiënt om uit te zoeken wat ze verborgen houden. Als hij eenmaal een patiënt heeft die hem interesseert doet hij er wel alles aan om hem/haar in leven te houden. Zo heeft House in de aflevering Control gelogen tegenover het transplantatiecomité, zodat zijn patiënt een nieuw hart zou krijgen. Ook heeft hij in de aflevering The Mistake een chirurg gechanteerd, zodat hij zijn patiënt zou opereren.
House geeft niets om zijn uiterlijk. Hij heeft altijd een stoppelbaard en zijn kleren zijn kreukelig. Hij draagt altijd een spijkerbroek en sneakers en heeft ook altijd dezelfde riem om. In seizoen 2 zien we hem voor het eerst met een rock-'n-roll-T-shirt onder zijn jasje.
Hij is vaak te zien met een Game Boy en hij houdt van soaps. Zijn favoriete soap is General Hospital, dat hij vaak kijkt op zijn mini-tv, als hij 'clinic duty' behoort te doen. Ook heeft hij een jojo waarmee hij allerlei trucjes kan en zien we hem spelen met zijn grote tennisbal, waarbij hij weleens zijn wandelstok gebruikt om er spelletjes mee te doen. House kan ook erg goed jongleren met de tennisbal.